# Расторгуєв Микола В'ячеславович
Микола В'ячеславович Расторгуєв (рос. Николай Вячеславович Расторгуев; нар. 21 лютого, 1957, Литкаріне, Московська область, Російська РФСР) — російський естрадний співак, соліст гурту «Любэ» (1989). Народний артист Росії (2002). Підписав колективне звернення на підтримки політики Путіна до України та Криму. Фігурант центру бази «Миротворець». Підтримує путінський режим та війну Росії проти України. Занесений до переліку осіб, що створюють загрозу нацбезпеці України. Путініст та українофоб.

## Дискографія (гурт «ЛЮБЭ»)
- 1991 — Атас
- 1992 — Кто сказал, что мы плохо жили..? (Хто сказав, що ми погано жили?)
- 1994 — Зона Любэ (Зона Любе)
- 1996 — Комбат
- 1997 — Песни о людях (Пісні про людей)
- 2000 — Полустаночки
- 2002 — Давай за…
- 2005 — Россия (Росія)
- 2009 — Свои (Свої)
- 2015 — За тебя, Родина-Мать! (За тебе, Батьківщина-Мати!)

## Громадянська позиція
11 березня 2014 року підтримав російську агресію в Криму, підписавши колективне звернення до російської громадськості «Діячі культури Росії — на підтримку позиції Президента по Україні та Криму».
Підтримав вторгнення Росії в Україну.
18 березня 2022 року виступив на концерті присвячений восьмій річниці анексії Криму.

### Санкції
З 6 жовтня 2022 року за підтримку російської військової агресії проти України перебуває під санкціями всіх країн Європейського союзу.

## Особисте життя
Перша дружина (1976—1990) — Валентина Расторгуєва (нар. 1957). Причиною розлучення стали стосунки Миколи з Наталією — майбутньою другою дружиною.
Син Павло Расторгуєв (нар. 29 листопада 1977) — культуролог за освітою, онука Соня Расторгуєва (нар. 2005).
Друга дружина (з 1990) — Наталя Олексіївна Расторгуєва (нар. 8 березня 1970) — у минулому костюмер гурту «Зодчие».
Другий син Микола Расторгуєв (нар. 30 березня 1994).
Є хрещеним батьком Єлисея Пєвцова, сина акторів Ольги Дроздової та Дмитра Пєвцова.